# Varanus salvadorii
Espèce
Synonymes
- Monitor salvadorii Peters & Doria 1878

Statut CITES
Le Varan-crocodile ou parfois Varan de Salvadori (Varanus salvadorii) est un varan encore mal étudié vivant dans les mangroves et les forêts humides côtières du sud de la Nouvelle-Guinée. C'est un animal arboricole avec un corps vert foncé taché de jaunâtre et surtout muni d'une très longue queue. Dans la nature, il se nourrit d'oiseaux, de petits mammifères, d’œufs et de charognes.
Décrit pour la première fois en 1878, V. salvadorii semble être l'un des plus longs varans au monde, atteignant jusqu'à 300 cm de long. Il est menacé par la déforestation et le braconnage, et est protégé par la convention CITES. Le varan est chassé et écorché vif par les tribus locales pour faire des tambours de leur peau et qui considèrent l'animal comme un esprit mauvais qui « monte aux arbres, marche debout, respire le feu et tue les hommes ».

## Taxonomie et étymologie
V. salvadorii a été décrit pour la première fois en tant que Monitor salvadorii par Wilhelm Peters et Giacomo Doria en 1878 à partir d'un spécimen femelle mesurant 48 cm de longueur naso-anale et une queue mesurant 114 cm.
Le nom spécifique est dérivé d'une latinisation de Tommaso Salvadori, un ornithologue italien qui avait travaillé en Nouvelle-Guinée. Plus tard, en 1885, il a été rebaptisé Varanus salvadorii par George Albert Boulenger. Les varans les plus proches sont le Dragon de Komodo (V. komodoensis) et le Varan bigarré (V. varius). Le Varan-crocodile est parfois confondu avec le Varan malais (V. salvator) en raison de leurs noms scientifiques assez similaires.
V.salvadorii a été regroupé dans un même sous-groupe que le Varan bigarré et le Dragon de Komodo. Ce regroupement s'est fait sur l'analyse de l'ADN mitochondrial et d'autres méthodes d'analyses complémentaires. Une théorie a été élaborée suggérant que ces espèces ont divergé d'un ancêtre commun lors de la formation du détroit de Torres séparant la Nouvelle-Guinée de l'Australie, détroit dont la largeur est inférieure à 90 km et qui aurait pu être occupé par une chaîne d'îles maintenant disparues au cours des derniers 120 000 ans. Mais les similitudes entre V. salvadorii et V. varius peuvent aussi être simplement un exemple d'évolution convergente.

## Répartition

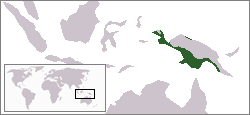
répartition

Cette espèce est endémique de Nouvelle-Guinée. Elle se rencontre en Papouasie-Nouvelle-Guinée et en Nouvelle-Guinée occidentale en Indonésie. C'est la plus grande des sept espèces de varans vivant sur l'île de Nouvelle-Guinée.

## Habitat
Il vit dans les forêts tropicales de plaine et les mangroves côtières, s'aventurant parfois hors de ces zones pendant les inondations de la saison des pluies. Il n'existe aucune enquête détaillée sur son implantation exacte, de sorte que son aire de répartition n'est pas connue avec précision,. Son habitat dans des zones très difficilement accessibles est une des principales raisons de cette méconnaissance,.

## Description
Le corps du lézard est vert foncé avec des anneaux jaunes. La queue porte des bandes jaunes et noires. Il a un museau bulbeux qui lui vaut le nom de "crocodile des arbres". Il a les dents longues et de griffes courbes. Il n'y a pas de dimorphisme sexuel externe.
Fait unique parmi les varanidés vivants, l'animal a la queue deux fois plus longue que le reste du corps aussi bien chez les jeunes que chez les adultes. L'herpétologue Robert Sprackland donne la longueur de la queue comme étant 210% de la longueur du corps.  À la naissance, V. salvadorii mesure environ 45 cm de longueur, tandis qu'à la maturité sexuelle, les femelles peuvent atteindre 150 cm. Le plus long spécimen mesuré faisait 244 cm de longueur, mais on pense qu'il n'avait pas atteint sa taille définitive,. Même si V. salvadorii peut atteindre des longueurs proches de celles du dragon de Komodo (V. komodoensis), ce dernier est beaucoup plus lourd et plus long en moyenne, ce qui en fait le plus grand varan du monde.

## Mode de vie
V. salvadorii est un varan arboricole. Il passe ses journées dans les arbres en se tenant en équilibre sur les branches et en se bloquant grâce à ses pattes arrière. Il peut aussi de temps en temps utiliser sa queue préhensile pour enserrer une branche. L'usage principal de sa queue, cependant, est de contrebalancer son poids quand il saute d'une branche à l'autre.  La queue peut également être utilisée pour se défendre, certains spécimens en captivité ont tenté de frapper leurs gardiens d'un coup de queue. On peut trouver cette espèce quelquefois chez les marchands d'animaux exotiques, mais ils ont la réputation d'être agressifs et imprévisibles.  Même s'ils se reposent et se prélassent dans les arbres, ils dorment sur le sol ou immergés dans l'eau.
Ces varans "surveillants" ("monitors" en anglais) se dressent sur leurs pattes postérieures pour observer leur environnement, un comportement qui a également été documenté chez les varans de Gould  (V. gouldii). Selon les croyances, ils lancent un cri d'avertissement s'ils voient des crocodiles. En général les V. salvadorii évitent le contact humain, mais leurs morsures sont capables de provoquer des infections, comme celles du dragon de Komodo. Un décès a été signalé en 1983, quand une femme papoue a été mordue par un varan et est décédée quelques jours plus tard d'une septicémie.

## Alimentation
Les dents supérieures de V. salvadorii sont longues et crochues, conçues  pour saisir des proies rapides ou à plumes telles que les oiseaux, les chauves-souris et les rongeurs. Ses dents inférieures sont logés dans une gaine de chair. Dans la nature il est le premier prédateur de Nouvelle-Guinée, se nourrissant d'oiseaux, d'œufs, de petits animaux et de charognes. Il existe également des rapports d'habitants autochtones de la région rapportant qu'ils peuvent attraper des porcs, des chevreuils et des chiens de chasse. Ils emmèneraient leur proie dans la canopée pour la consommer. Son seul concurrent en Nouvelle-Guinée est le chien chanteur. Les spécimens en captivité se nourrissent de poissons, de grenouilles, de rongeurs, de poulets et d'aliments pour chiens,.

## Reproduction
Les seuls exemples de reproduction connus ont été observés en captivité et on ne sait rien au sujet de sa reproduction dans la nature. Les pontes vont de quatre à douze œufs et ont lieu d'octobre à janvier, avec des œufs montrant une différence notable dans leurs dimensions, un phénomène pour lequel aucune explication n'est connue. Les dimensions varient de 7,5 × 3,4 cm à 10 × 4,5 cm tandis que le poids varie de 43,3 à 60,8 g. La plupart des œufs pondus à ce jour sont restés stériles et il n'y a que quatre succès documentés à ce jour. Les nouveau-nés mesurent environ 45 cm de long et pèsent environ 56 grammes. À l'instar de ceux de nombreux autres varans, les nouveau-nés de V. salvadorii sont plus colorés que les adultes et se nourrissent principalement d'insectes et de petits reptiles,

## Statut
V. salvadorii est actuellement protégé en vertu de la Convention sur le commerce international des espèces de faune et de flore sauvages menacées d'extinction (CITES) Annexe II, mais n'est pas répertorié dans la loi sur les espèces menacées d'extinction. Il est pourtant menacé par la déforestation et le braconnage car il est chassé et écorché vif par les tribus locales qui le considèrent comme un esprit mauvais qui "monte dans les arbres, se promène en position verticale, respire le feu et tue des hommes",. L'espèce est élevée dans 17 parcs zoologiques du monde entier. Les États-Unis en possèdent 52 individus en captivité dans différents zoos et en ont un nombre inconnu dans des collections privées.

## Publication originale
- Peters & Doria, 1878 : Catalogo dei retilli e dei batraci raccolti da O. Beccari, L. M. D'Alberts e A. A. Bruijn. nella sotto-regione Austro-Malese. Annali del Museo Civico de Storia Naturale di Genova, ser. 1, vol. 13, p. 323-450 (texte intégral)